# Blåsippan
Blåsippan var en svensk kalender som utgavs en gång om året 1850 till 1883.